# Serrat de la Rebollera
|  | Per a altres significats, vegeu «Serrat de la Rebollera (Rivert)». |

El Serrat de la Rebollera és un serrat del terme municipal d'Isona i Conca Dellà. És un serrat que s'estén longitudinalment de nord-oest a sud-est. Separa les valls del barranc de la Bassa i del torrent del Barril.